# Železničko stajalište Kamendin
Železničko stajalište Kamendin nalazi se u Srbiji, na magistralnoj pruzi 101/105, između železničkih stanica Zemun Polje i Batajnica. Stajalište opslužuje okolna naselja Zemun Polje i Kamendin.
Ovo stajalište je, kao i obližnje stajalište Altina, formirano u sklopu rekonstrukcije pruge Beograd – Novi Sad u periodu od 2019. do 2022. godine.. Na njemu staju samo vozovi BG voza.

## Izgled
Stajalište se sastoji iz dva perona dužine 110 metara, postavljena uz dva koloseka. Peroni su povezani podzemnim pešačkim prolazom.

## Pristup
Kod stajališta nema uređenih parkinga, a kao mesto za vezivanje bicikala predviđene su ograde uz perone. Do perona se može doći uređenom rampom, a pothodnik je dostupan stepeništem i liftom. Stajalište je opremljeno automatskim razglasom.
U blizini se nalaze stajališta gradskih autobusa 704 i 707, kao i okretnica autobusa 709.

## Incident
U maju 2022. godine, na ovom stajalištu je troje maloletnika kamenovanjem oštetilo karoseriju Intersiti voza Soko koji je prolazio vozeći na relaciji Beograd — Novi Sad.

## Galerija
- Pogled sa perona II, prema stanici Batajnica
- Regio voz za Novi Sad u prolazu po 1. koloseku